# 路易士·帕瑞特·阿卡薩
路易士·帕瑞特·阿卡薩（1746年2月11日－1799年2月14日）是一名巴洛克晚期和洛可可時期的西班牙畫家。他的畫作較具個人風格，相比同時期新古典主義畫派的安東·拉斐爾·門斯，帕瑞特的畫風更貼近尙-安東尼·華鐸的洛可可風格。他的畫作題材種類頗多，包括風景畫、室內場景、肖像畫、神話題材以及花卉靜物畫等。

## 生平

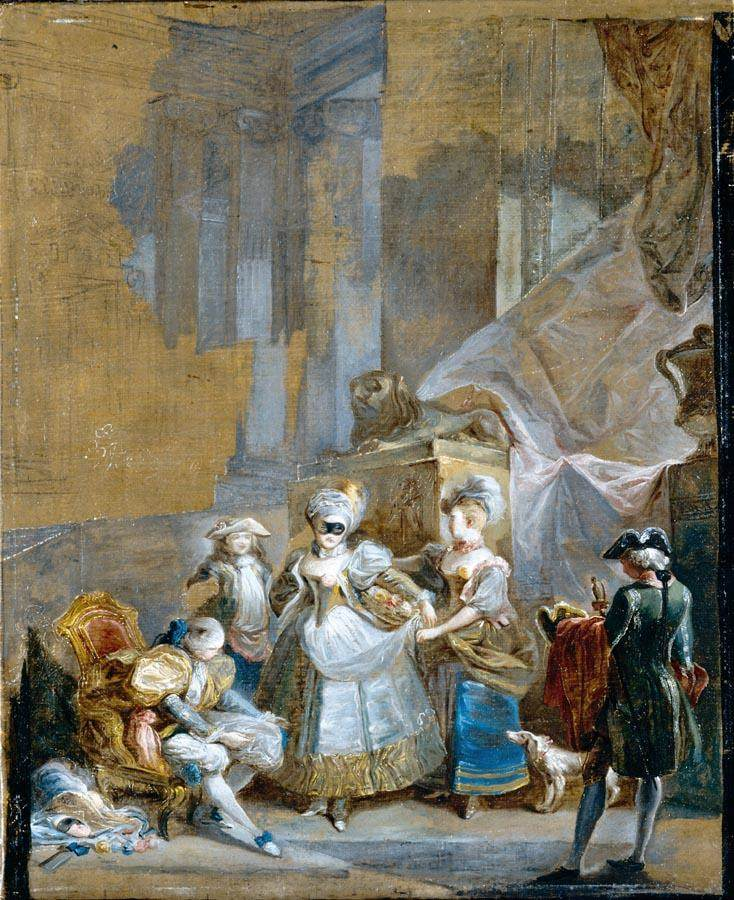
為假面舞會作準備的優雅人羣 (1770年代)

帕瑞特出生於馬德里，最初師從安東尼奧·岡薩雷茲·維拉斯奎茲並在皇家聖費爾南多美術學院學習。1760年，他贏得學院舉辦的繪畫比賽二等獎，1766年則贏得一等獎，之後他進入了為當時的法國駐西班牙大使奧桑侯爵工作的法國畫家查爾斯 (Charles de la Traverse) 的畫室。
1774年，他開始為路易士·波旁·法爾內塞王子工作，後者成為他的最大贊助人。但隨之爆發的一個醜聞幾乎斷送他的生涯：1775年，卡洛斯三世下令將法爾內塞王子逐出西班牙宮廷，因為根據醜聞傳言王子的私生活靡爛放蕩，帕瑞特也受到牽連，被指為是王子的皮條客，他們被一起流放至波多黎各。在這個加勒比海島上，帕瑞特沒有間斷作畫，還擁有了一批追隨者，比如荷西·坎佩奇就是其中之一。
1778年，帕瑞特返回西班牙並重被宮廷接納，次年成為費爾南多學院的教師。儘管如此，他的主要工作卻是為王室創作海港景觀畫，兼設計城市建築。
1784年至1787年間，帕瑞特負責裝飾畢亞納的聖瑪莉亞教堂，這被認為是最後一組大型的西班牙洛可可圖畫藝術裝飾集，包含了位於上述教堂內的聖胡安·拉莫禮拜堂圓頂和三角形支撐拱部份的蛋彩畫裝飾，描繪施洗者聖約翰的生平故事；以及穹頂畫《天使向撒迦利亞顯現》和《聖母往見》。現今帕瑞特的大部份作品收藏在普拉多博物館。

## 部份畫作

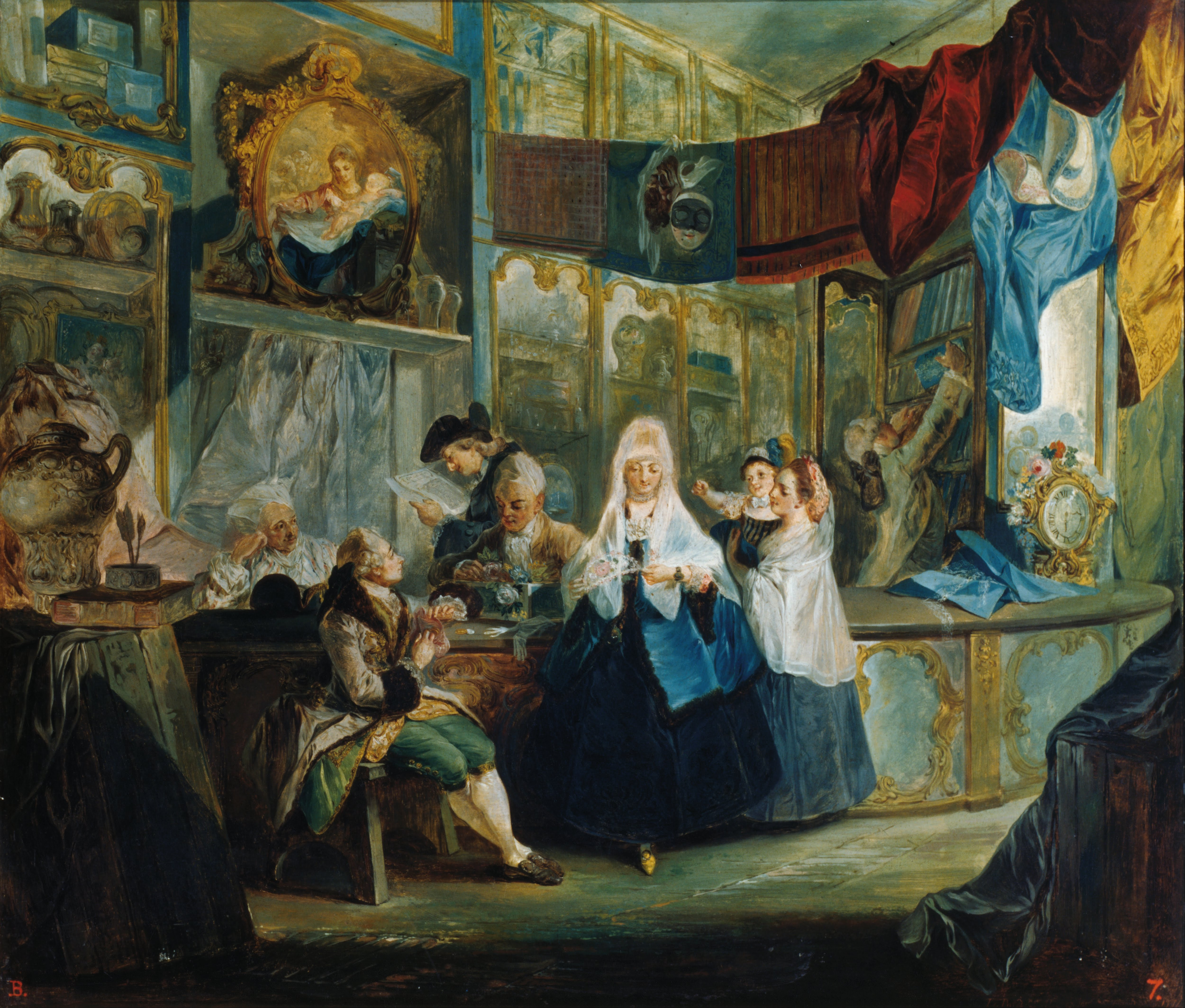
店舖一景 (1772年)
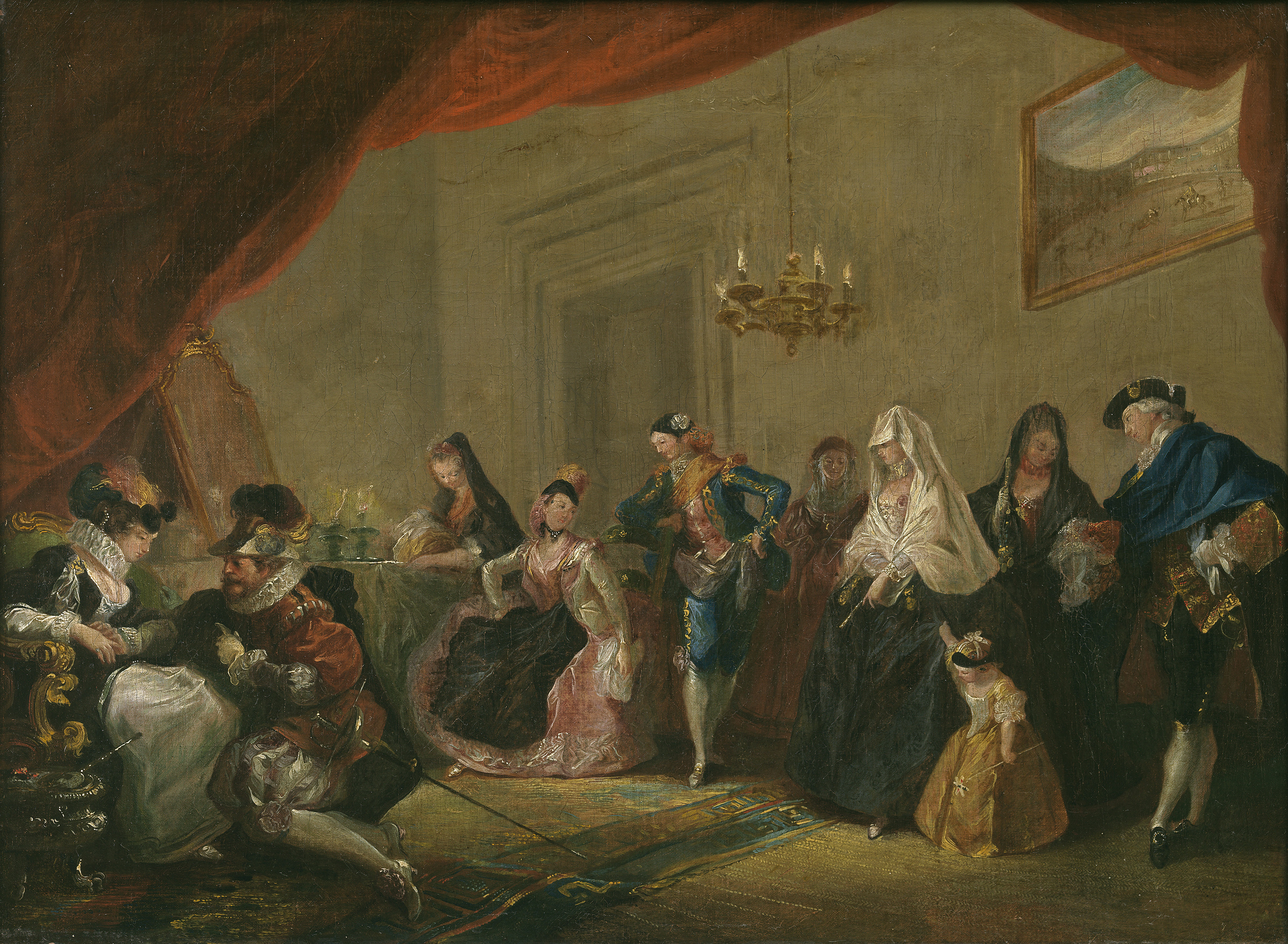
喜劇排練 (1772–1773)
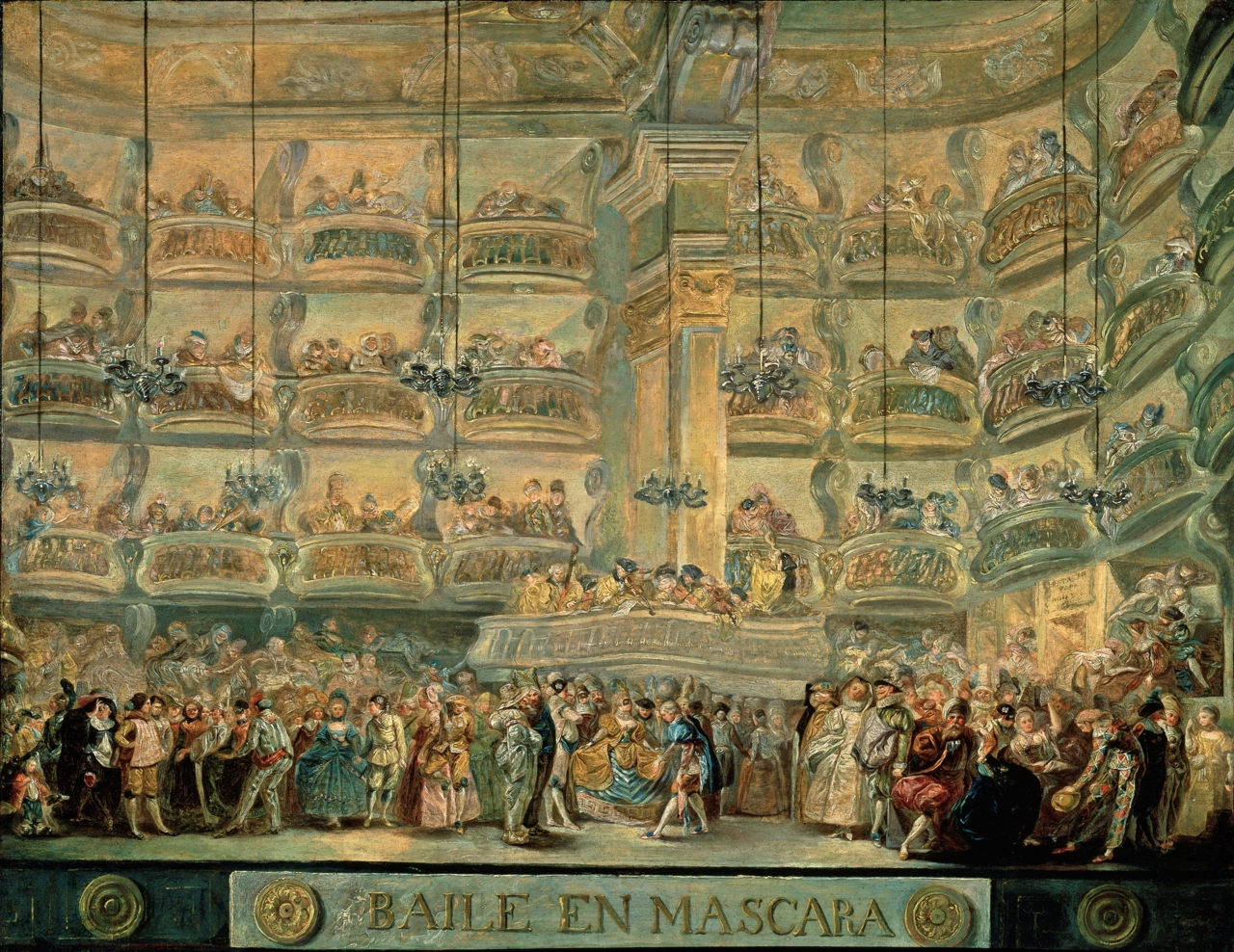
假面舞會 (約1771年)
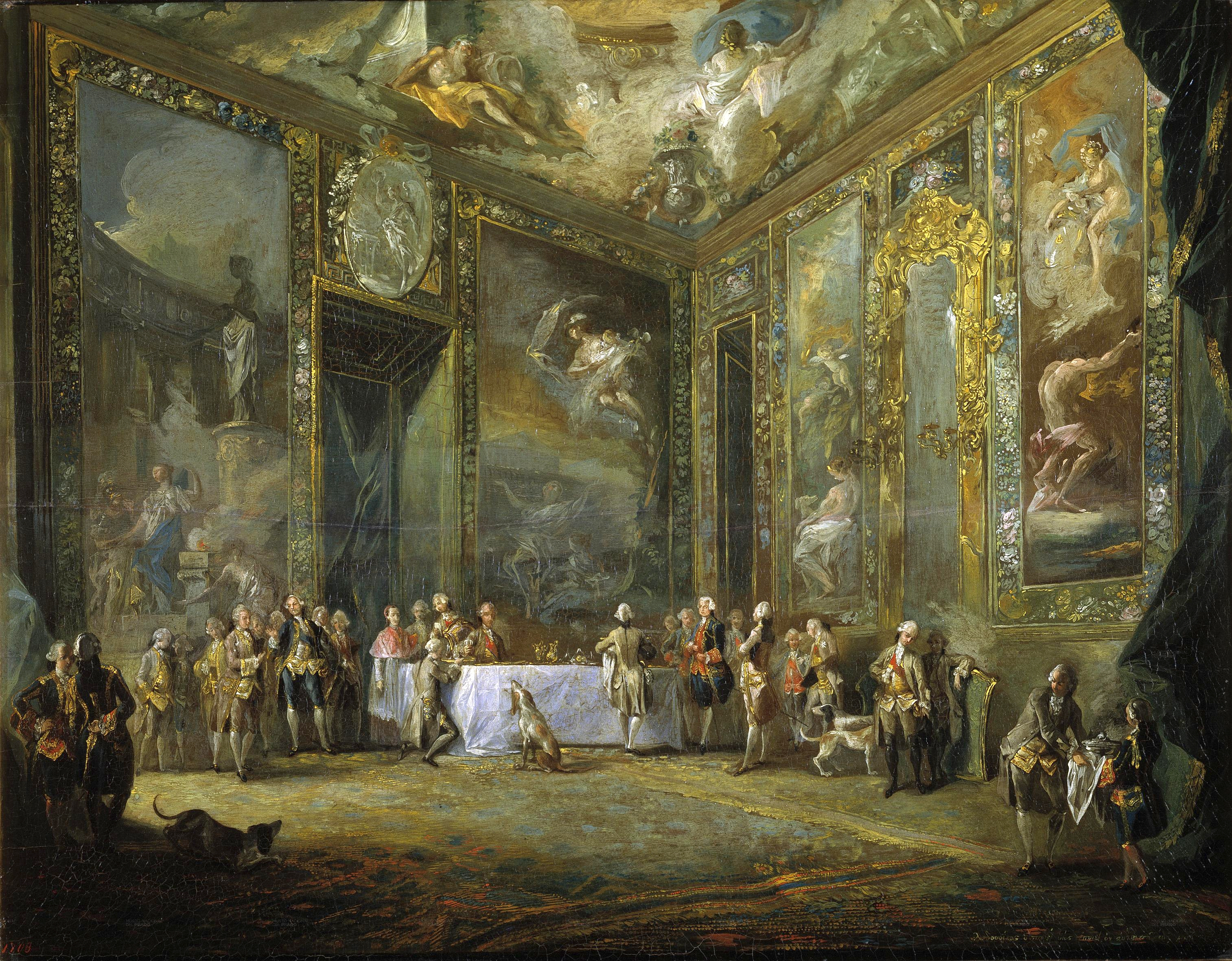
卡洛斯三世的宮廷筵席 (約1775年)
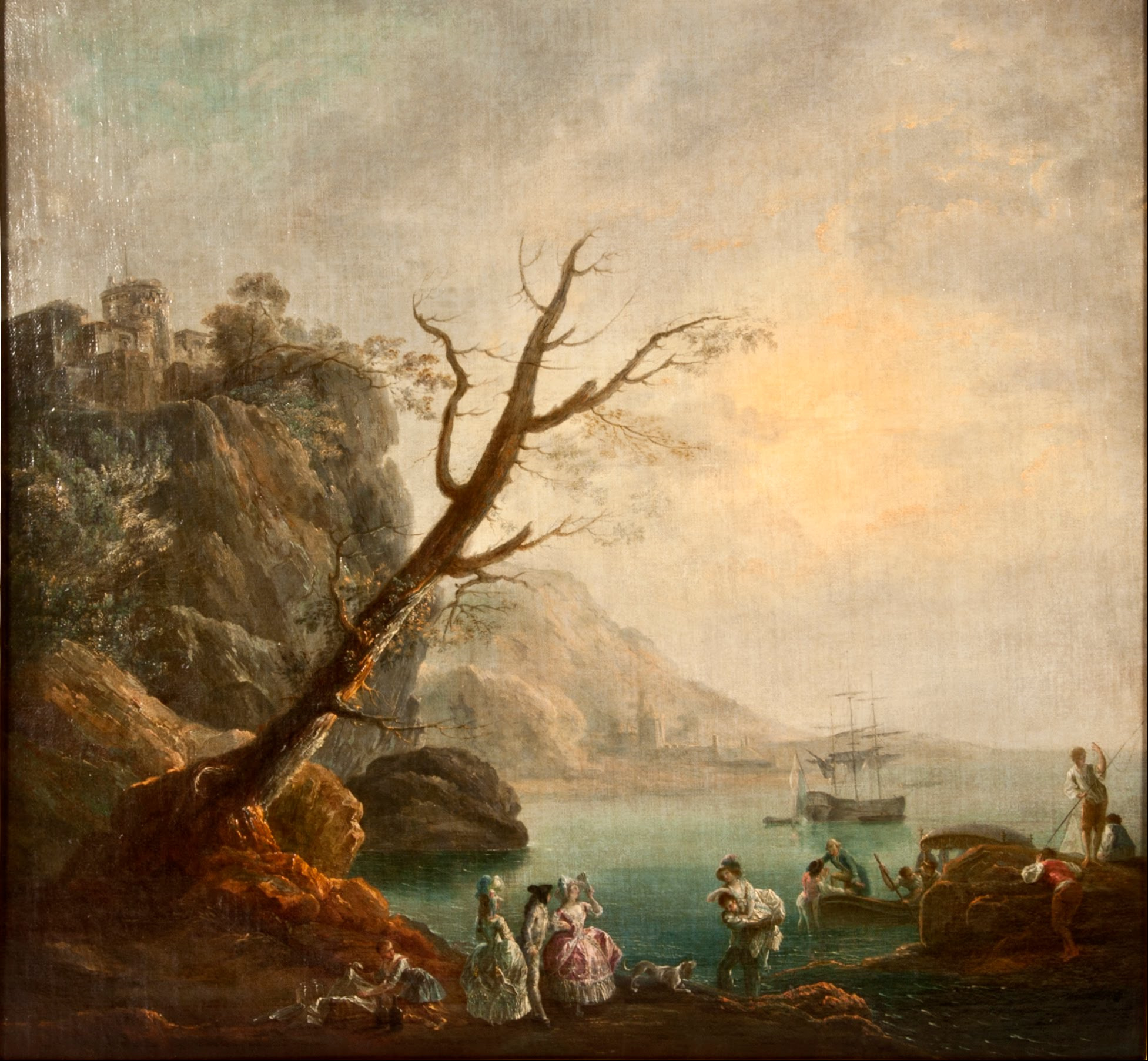
海景人物 (1784–1786)
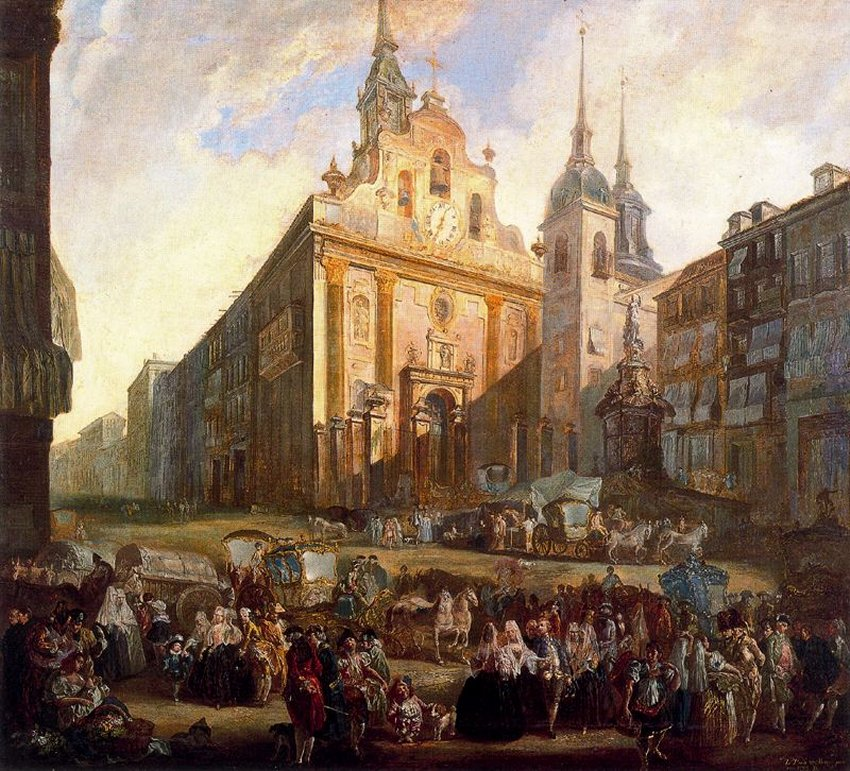
太陽門 (1773年)
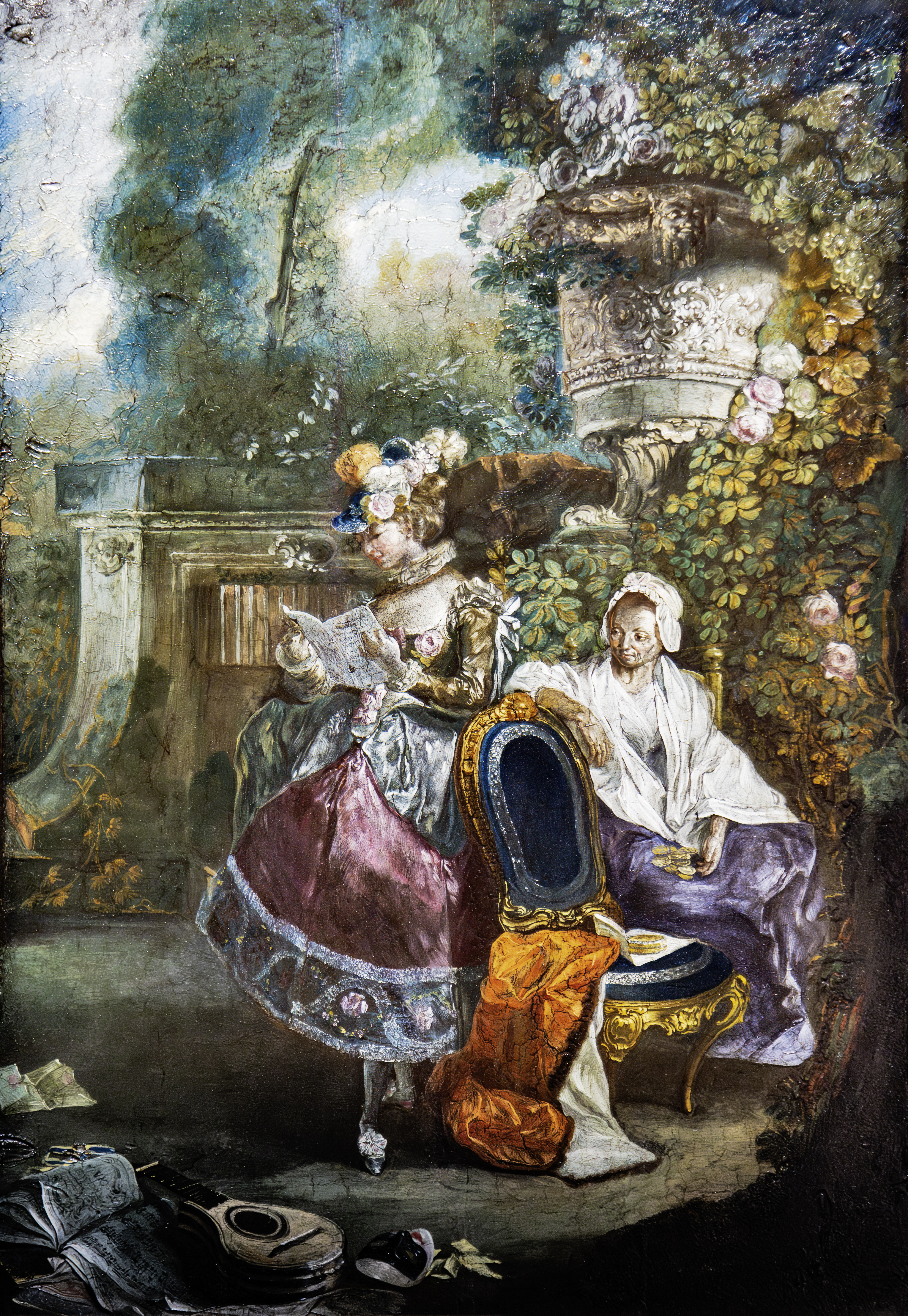
情書 (約1772年)
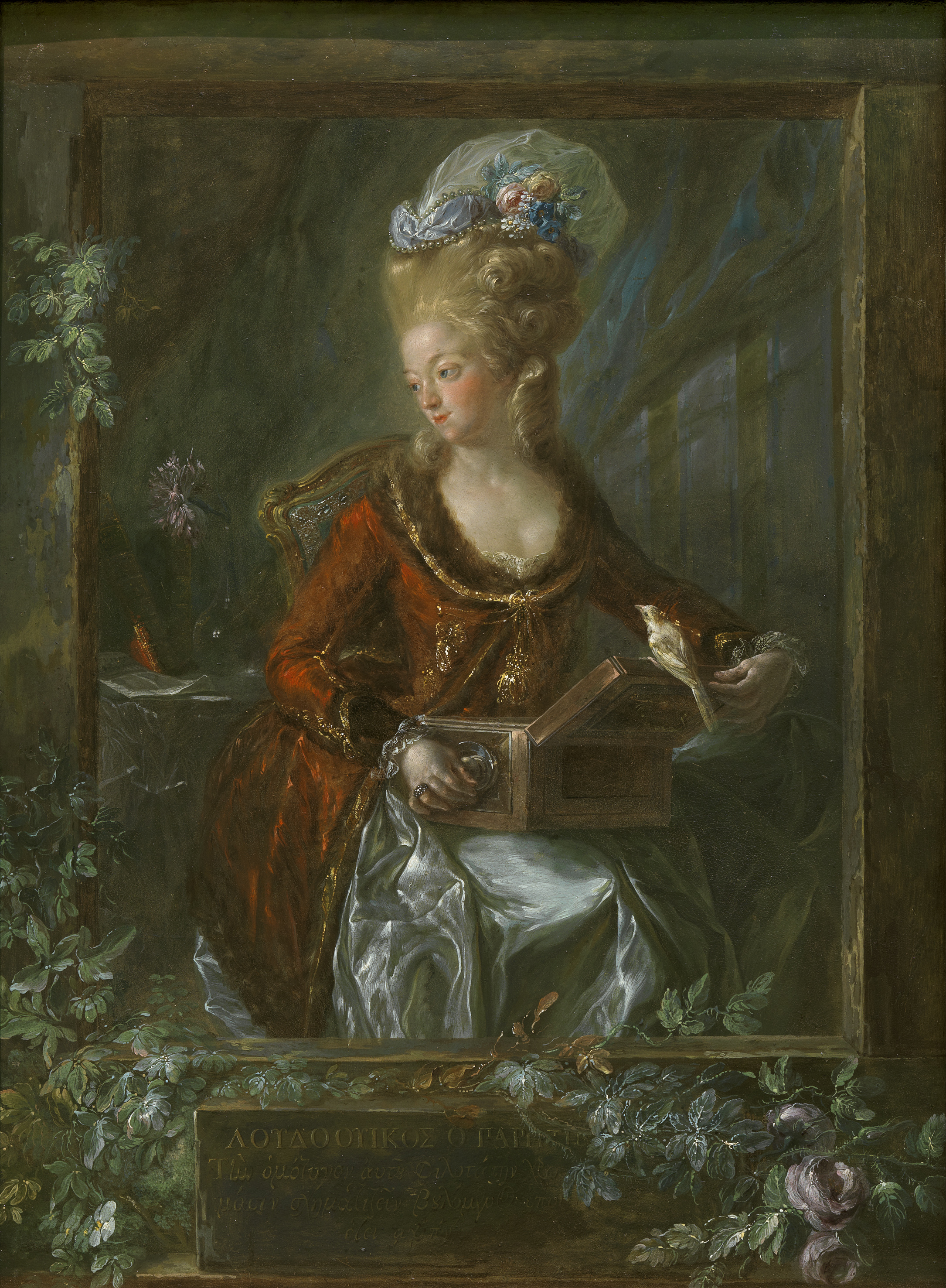
帕瑞特之妻瑪麗亞的肖像 (1782年)
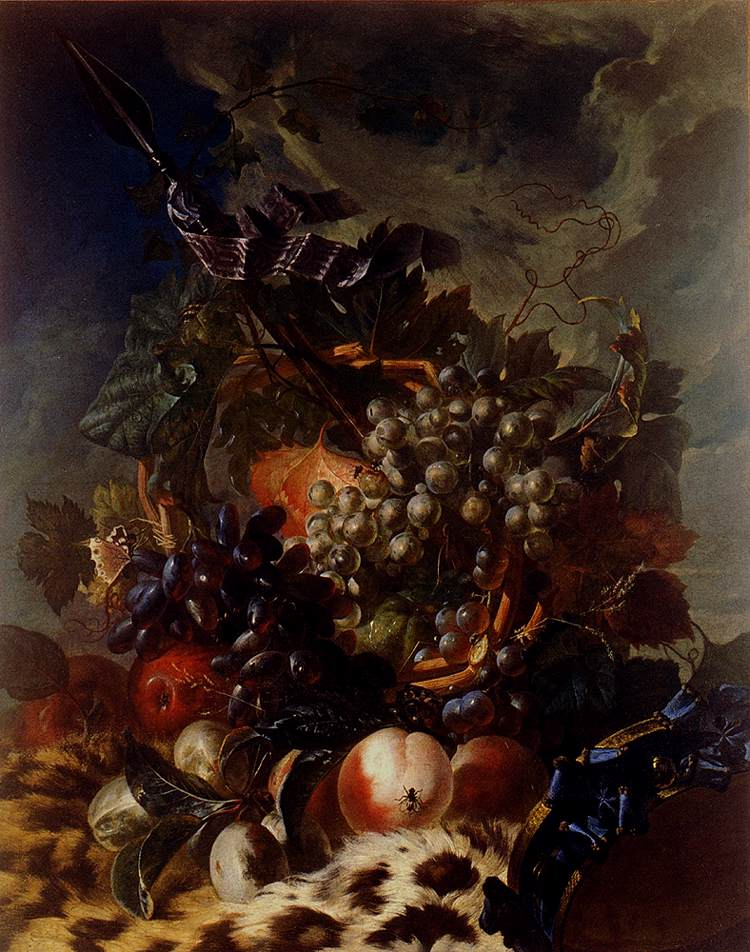
水果靜物畫
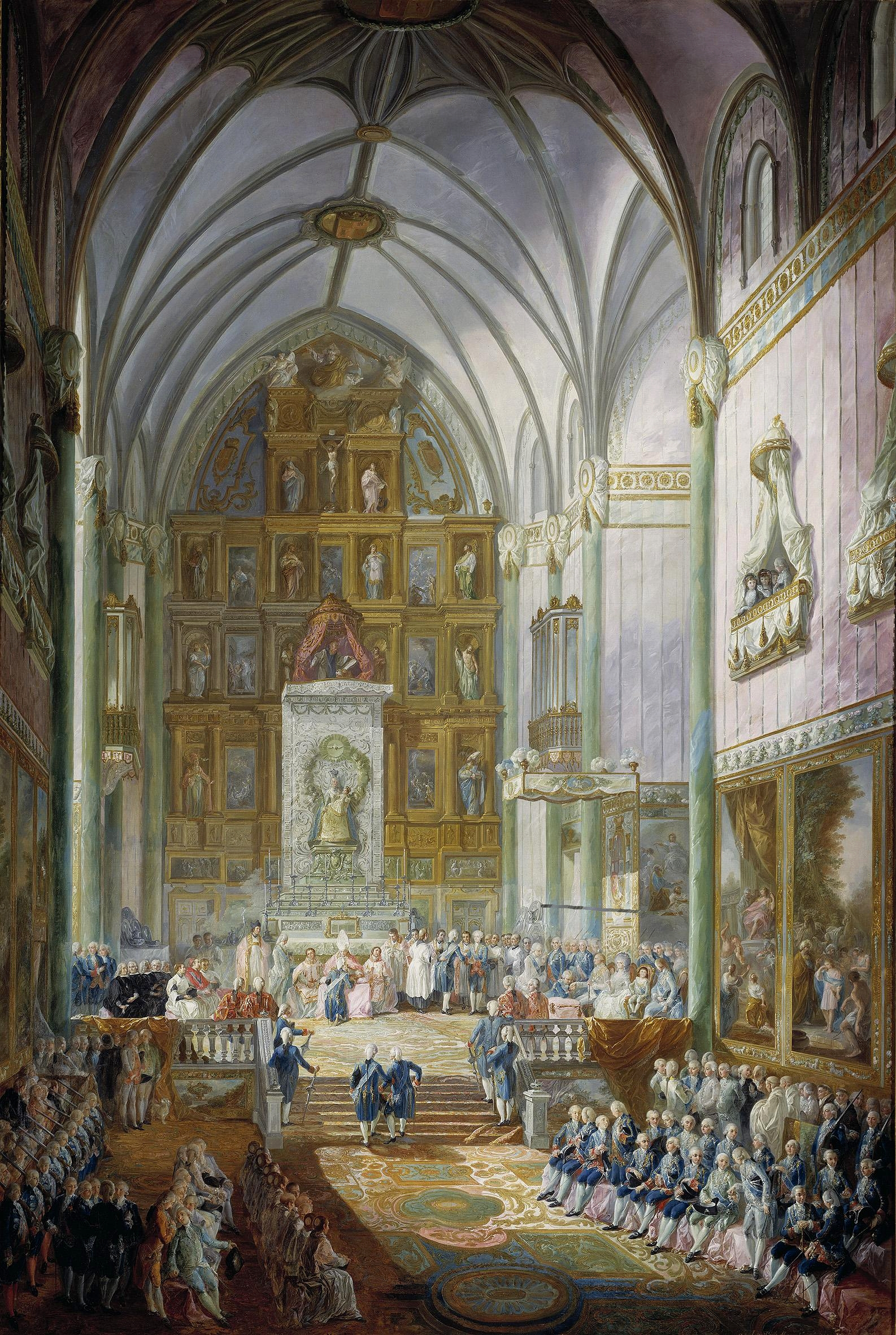
費爾南多七世獲封阿斯圖里亞斯親王的宣誓儀式 (1791年)

## 外部連結
- Biografía con imágenes de cuadros （页面存档备份，存于）, entre ellos, la famosa Comida de Carlos III. （西班牙文）
- Artículo sobre Luis Paret （页面存档备份，存于） en la Enciclopedia en línea del Museo del Prado. （西班牙文）
- Obras digitalizadas de Luis Paret en la Biblioteca Digital Hispánica de la Biblioteca Nacional de España. （西班牙文）
- Seis pinturas madrileñas de Luis Paret （页面存档备份，存于）. Pasión por Madrid （西班牙文）